# Patrik Antonius
Pour les articles homonymes, voir Antonius.
Patrik Antonius, né le 13 décembre 1980 à Helsinki (Finlande), est un joueur professionnel de poker.

## Biographie
Vers l’âge de 13 ans, Patrik Antonius décide de devenir joueur de tennis professionnel. Cependant, des problèmes physiques l’empêchent d’y parvenir alors il se reconvertit dans le poker.
Après ses études au Helsinki Business College, il entre dans l’armée finlandaise pour six mois. À sa sortie de l’armée, il est prêt à disputer des tournois professionnels de tennis mais il souffre d’une blessure au dos et doit renoncer à ce sport.
Patrik Antonius joue ses premières parties de poker à l’âge de 11 ans avec des amis dans son jardin. Les quelques cents remportés à cette époque lui servent à acheter des bonbons. À l’âge de 14 - 15 ans, il commence à jouer quotidiennement au poker après ses entraînements au Tennis Club. Plus il grandit, plus les mises sont devenues importantes.
Alors qu’il est assistant dans un lycée, il décide d’arrêter de travailler et de se concentrer uniquement au poker. Il s’immerge totalement dans le poker en étudiant son jeu et celui de ses adversaires. Il fit également du mannequinat pour renflouer sa bankroll.
A l’âge 18 ans, il découvre le poker dans les casinos. Chaque mercredi soir, il participe à un tournoi de No Limit Hold’em au buy-in de $25 au Casino d’Helsinki. Il gagne le premier tournoi auquel il participe et repart chez lui avec $275.
À partir de l’été 2002, il commence à gagner régulièrement et accroît sa bankroll de manière conséquente. De mars à décembre 2003, sa bankroll passe de $20 000 à $80 000.
Il réside ensuite quelque temps aux États-Unis où il ne joue au poker qu’une à deux heures par jour. Il parvient à remporter $150 000 sur des tables de no limit hold’em 50$-100$ essentiellement en heads-up ou sur des tables short-handed. Il joue également sur des tables de pot limit Omaha 5$ - 10$. Il monte sa bankroll à près de $250 000.
Après avoir passé 6 mois dans une petite ville de Virginie, il décroche sa participation aux WSOP en remportant un satellite en ligne. Il y côtoie de nombreux grands joueurs, sa carrière est lancée. Après le WSOP, il repart en Finlande.
En août 2005, il remporte le Ladbrokes Scandinaves Poker Championships à Stockholm pour un gain de $66 261. En septembre 2005, il termine 3e de l’EPT Barcelone avec un gain de $145 000 puis il remporte en octobre 2005 l’EPT de Baden soit $343 000. Il conclut son année par une 2e place au WPT du Bellagio avec la bagatelle de $1 045 000. Cela reste encore aujourd’hui son plus gros gain en tournoi. En juin 2008, il intègre la prestigieuse équipe de joueurs professionnels Full Tilt Poker.
En 2018 il effectue un come-back spectaculaire sur le circuit live où il commence par remporter le partypoker Millions à Rozvadov pour $ 520 610 en Février puis 1 mois plus tard il enchaine 2 tables finales à Macao , dont le superhighroller bowl où il finit 2ème pour $ 3 153 551 
Ses gains en tournoi s’élèvent à plus de 11 700 000 $. Patrik Antonius est surtout un joueur de cash games. Il participe aux plus grosses tables disponibles sur Full Tilt Poker où il a gagné plus de 17 000 000 $. Il joue également les plus grosses parties live notamment le Big Game au Bellagio ou dans des émissions de télévisions comme High Stakes Poker, Poker After Dark...
Le 24 avril 2020, il est désormais sponsorisé par Kanabiz, une plateforme qui vend du cannabis à usage thérapeutique. 

## Résultats
Patrick Antonius est considéré comme l'un des meilleurs joueurs de poker de son époque.
2005
- EPT Barcelone : 3e 145 068 $
- EPT Baden : 1er 343 366 $
- WPT Five Diamond : 2e 1 046 470 $

2006
- WSOP HORSE : 9e 205 920 $

2007
- WSOP PLO : 3e 311 394 $

2008
- WSOP PLHE : 7e 124 080 $

## Titres et récompenses
- Détenteur d'un titre EPT, Poker EM (16th European 7-Card Stud Championships - EPT/Pokerstars Season 2)

Patrik Antonius a affirmé dans une interview d'octobre 2009 avec Inside Poker qu'il ne voyait pas d'intérêt à gagner un bracelet des WSOP.

## Vie privée
Après avoir résidé pendant près de 12 mois au Bellagio, il partage sa vie entre Las Vegas et Monaco avec sa fiancée Maya et sa fille Mila.